# غزل ۳ (آلبوم)
غزل ۳ نام سومین آلبوم موسیقی از مجموعه چهار آلبوم حاصل همکاری هنرمندانِ گروه موسیقی غزل است. این آلبوم تلفیقی از موسیقی کلاسیک ایرانی و هندی می‌باشد.
کیهان کلهر در این اثر کمانچه، شجاعت حسین خان، سی‌تار و سواپان چات هوری طبلا می‌نوازد.خواننده این آلبوم، شجاعت حسین خان است.

## فهرست آهنگ‌ها
| شماره      | نام              | مدت   |
| ---------- | ---------------- | ----- |
| ۱.         | «آتشی در قلب من» | ۲۳:۵۸ |
| ۲.         | «پری محل»        | ۰۸:۰۸ |
| ۳.         | «بشنو از نی»     | ۲۰:۵۲ |
| مجموع مدت: | مجموع مدت:       | ۵۳:۰۰ |